# Mormoiron
Mormoiron este o comună în departamentul Vaucluse din sud-estul Franței. În 2009 avea o populație de 1.891 de locuitori.

## Evoluția populației
| An        | 1975  | 1982  | 1990  | 1999  | 2006  | 2009  |
| --------- | ----- | ----- | ----- | ----- | ----- | ----- |
| Populație | 1.018 | 1.070 | 1.264 | 1.562 | 1.785 | 1.891 |